# Jacob Smits
Jakob Smits, né Jacobus Johannes Smits le 9 juillet 1855 à Rotterdam et mort le 15 février 1928 à Achterbos (nl), est un Peintre, dessinateur et graveur belgo-néerlandais.

## Biographie
Jacobus Johannes Smits naît le 9 juillet 1855 à Rotterdam.
Jakob Smits étudie aux académies de Rotterdam, de Bruxelles et de Munich avant de s'établir à Amsterdam en 1881 comme peintre décorateur. Il sera ensuite professeur et directeur de l'école industrielle et de décoration de Haarlem. En 1882, il épouse sa cousine Antje Doetje Kramer et ont deux enfants, Theodora et Annie. En 1884, le couple divorce.
Impressionné par la Campine belge, il se fixe définitivement en 1888 à Achterbos (nl), un hameau de la commune belge de Mol, et achète pour 2 000 francs une ferme au toit couvert de chaume où il établit son atelier de peintre. La même année, il épouse Malvina Dedeyn, fille d'un avocat de Bruxelles, qui, à cause de ce mariage, est déshéritée. Il baptise sa demeure Malvinahof, du prénom de sa femme. Smits vit dans la pauvreté, alors qu'il travaille sans relâche à ce qu'il appellera plus tard, « mon travail simple, symbolique, poétique et vrai ».

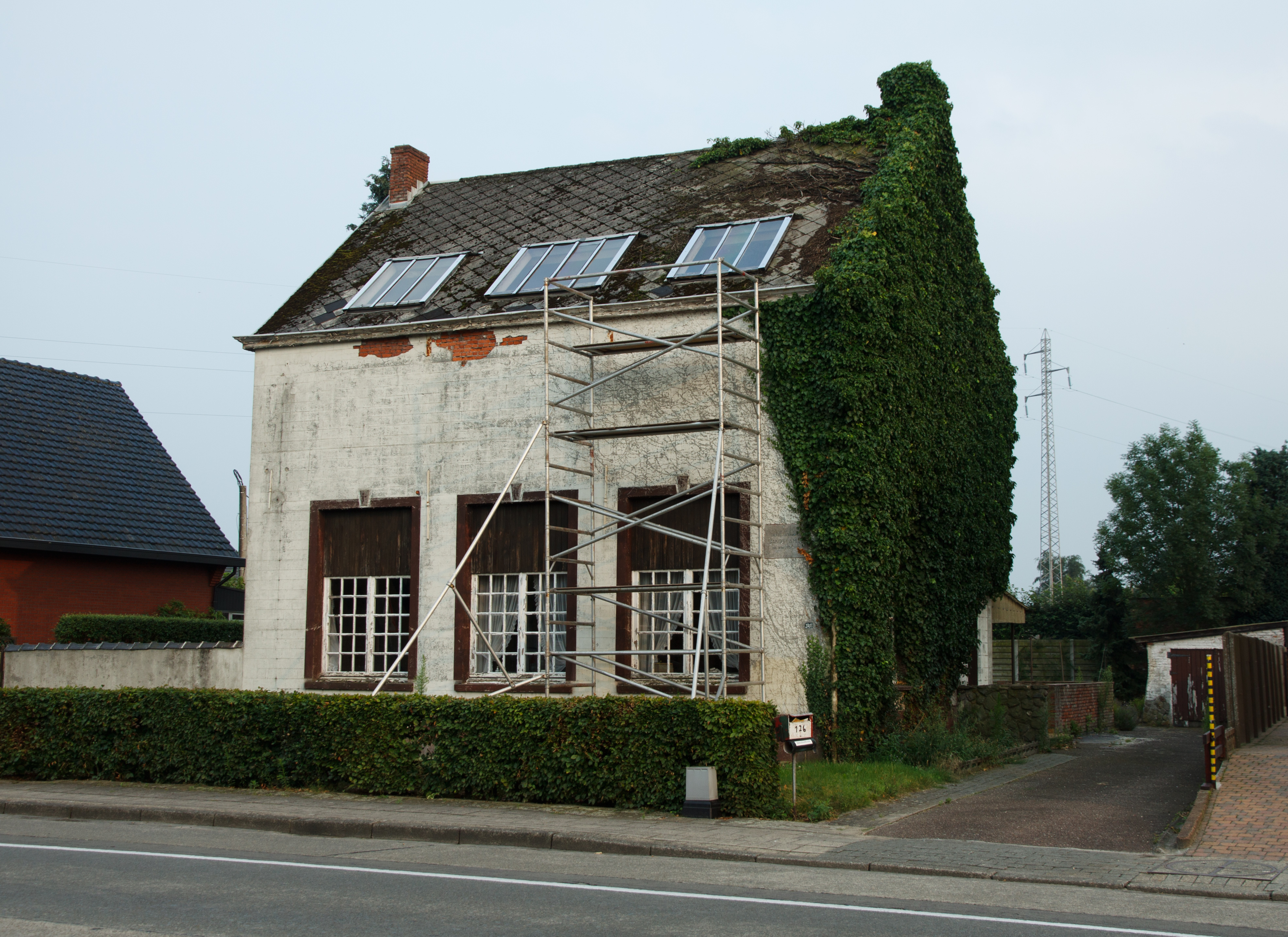
atelier de Jacob Smits à Mol-Achterbos

En 1899, en quelques jours, il perd sa fille Alice et son épouse. En 1901, Smits se remarie avec Josine Van Cauteren.
Il acquiert la nationalité belge en 1902. À partir de 1903, il héberge ses parents, ruinés par un vol, et doit donc entretenir neuf membres de sa famille.
Il fréquente aussi les Ateliers Mommen à Saint-Josse-ten-Noode et fut membre invité du cercle artistique Les Hydrophiles. En 1905, il devient membre du cercle anversois L'Art Contemporain (Kunst van Heden).

### L'École de Mol
À la demande du conseil communal de Mol, Smits organise en 1907 une exposition internationale d'artistes peintres qui sont venus peindre Mol et les paysages environnants. L'artiste Paula Van Rompa-Zenke (nl) appartenait au comité organisateur. Pas moins de 68 peintres sont venus, dont des Allemands, des Néerlandais, des Britanniques et des Américains. Les plus connus sont les frères Dirk (nl) et Gerard Baksteen (nl), Charles Claessens (nl), Léon Delderenne, Paul Mathieu, Ernest Midy (nl), Erneste Rinquet, Willem Battaille, Emile Van Damme-Sylva, Paula Van Rompa-Zenke (nl) et Gaston De Biemme (nl). Le concept École de Mol (nl) a ainsi vu le jour.
Jacob Smits meurt le 15 février 1928 à Achterbos.

## Style et reconnaissance
Jakob Smits est un peintre solitaire, en marge de tout mouvement. Il crée une sorte de symbolisme pré-expressionniste où la lumière prend une importance démesurée et à laquelle il attache une signification presque mystique.
Il est le peintre des humbles, des pauvres et des paysans parmi lesquels il vit en ce coin de Campine mélancolique qu'il peut revendiquer, sinon comme sa véritable patrie, tout au moins, selon l'expression de Georges Eekhoud, comme son terroir d'élection.
Camille Lemonnier a dit de lui qu'il était un peintre admirable, plus près que les autres du cœur des hommes.

## Œuvres

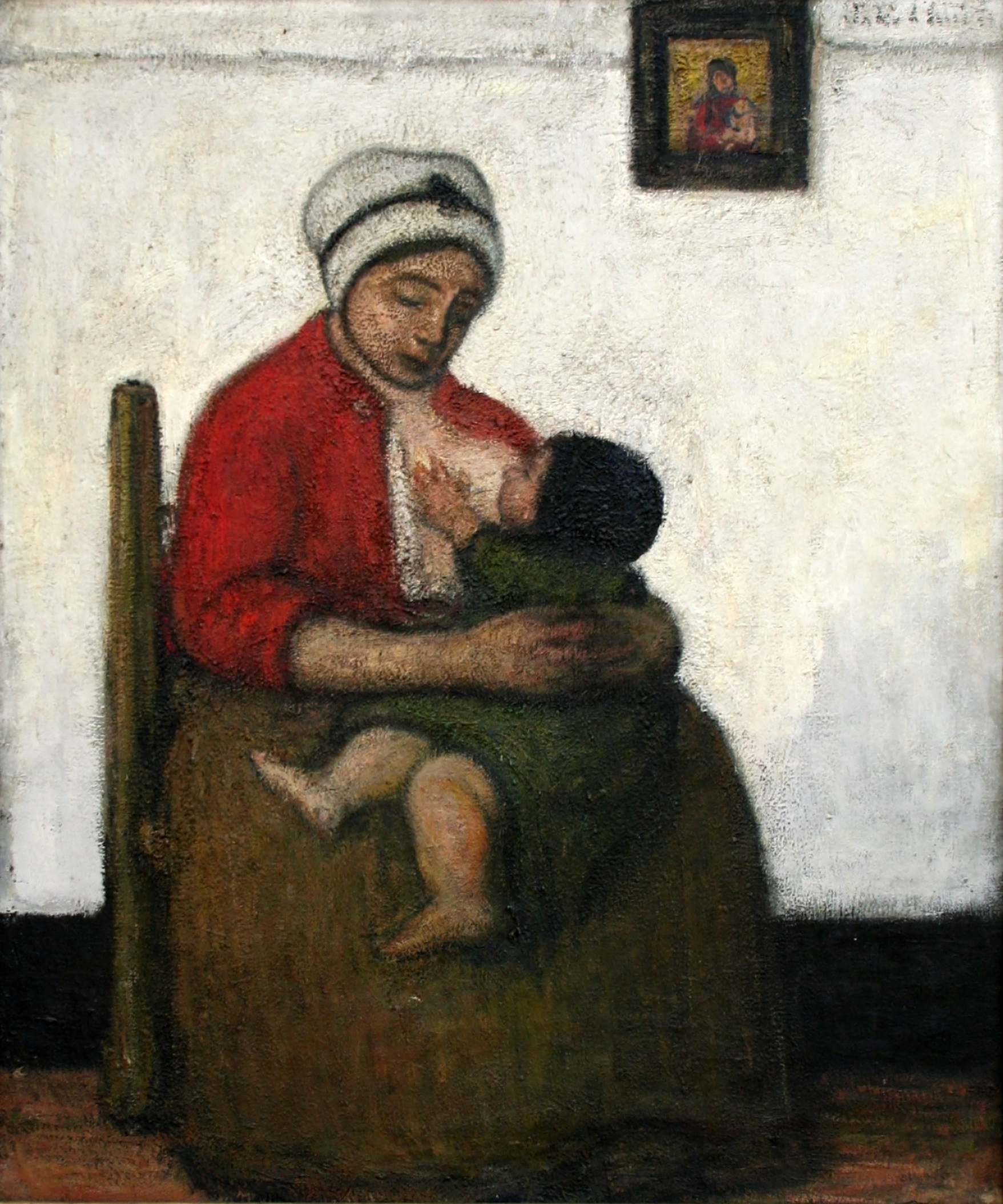
Jakob Smits, Grande Maternité Rouge, vers 1924

Ses œuvres sont exposées dans les musées suivants :
- Musées royaux des beaux-arts de Belgique à Bruxelles
- Musée Charlier à Saint-Josse-ten-Noode
- Musée royal des beaux-arts d'Anvers
- Musée des beaux-arts de Mons
- Musée des beaux-arts de Gand : La Lamentation du Christ, 1901, aquarelle et gouache, 54 × 72 cm[4]
- Musée Groeninge de Bruges
- Musée Broel de Courtrai
- Musée de Grenoble

|                                                     |
| Vrouw aan de wastobbe, collection Musée Jakob Smits |

|                                         |
| Mater Dei, collection Musée Jakob Smits |

|                                           |
| Herfstdreef, collection Musée Jakob Smits |

|                                                  |
| Maria Boodschap II, collection Musée Jakob Smits |

|                                               |
| Het gouden kalf, collection Musée Jakob Smits |

|                                                    |
| Gehucht in de Kempen, collection Musée Jakob Smits |

|                                        |
| Judaskus, collection Musée Jakob Smits |

|                                                         |
| Sénateur Max Hallet, 1919, collection Musée Jakob Smits |

|                                                               |
| Christus predikend in de schuur, collection Musée Jakob Smits |

|                                            |
| Jef Van Hoof, collection Musée Jakob Smits |

|                                                        |
| Kempisch landschap, 1927, collection Musée Jakob Smits |

|                                        |
| De armen, collection Musée Jakob Smits |

|                                                                               |
| De stoet van de magiërs, 1925, collection Musée royal des Beaux-Arts d'Anvers |

|                                                               |
| Portret van een boer, collection Musée des Beaux-Arts de Gand |

|                                                                |
| Man met de pelsen muts, 1905, collection Musée Dhondt-Dhaenens |

|                                              |
| De zomer, 1894, collection Musée Jakob Smits |

## Musée Jacob Smits
À Mol, un musée portant son nom, le musée Jakob Smits a été inauguré en 1977. Ce musée présente aussi bien des œuvres du peintre que celles de peintres de l'École de Mol (nl), comme Willem Battaille, Dirk Baksteen (nl), Gaston De Biemme (nl) et Paula Van Rompa-Zenke (nl).

## Prix et honneurs
Une rue a reçu son nom à Anderlecht (Bruxelles).